# Rybonukleotydy disodowe

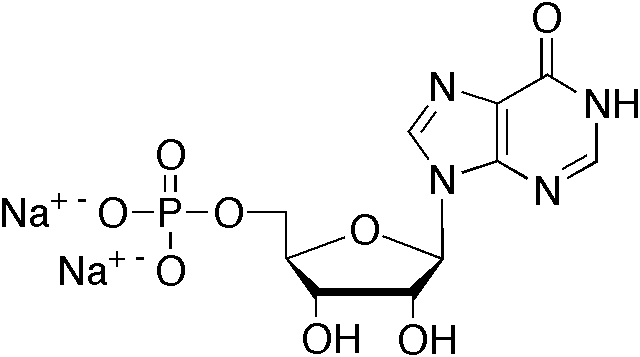
Inozyno-5′-monofosforan disodowy

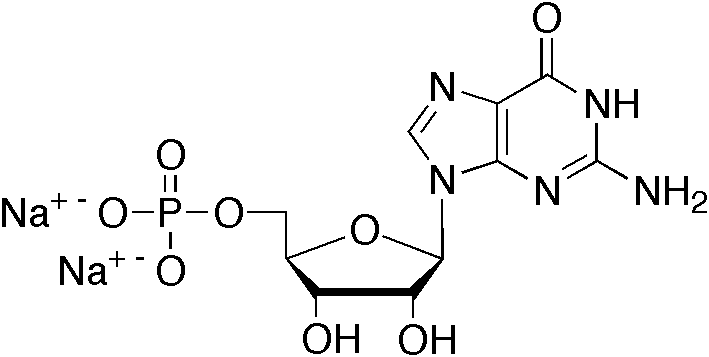
Guanozyno-5′-monofosforan disodowy

5'-rybonukleotydy disodowe – mieszanina dwóch rybonukleotydów w postaci soli disodowych: inozyno-5′-monofosforanu disodowego (IMP) i guanozyno-5′-monofosforanu disodowego (GMP), stosowana jako dodatek do żywności o numerze E635.

## Zastosowanie
Używane są głównie w produkcji chipsów smakowych, gotowych wypieków owocowych oraz dań w proszku. Nadają produktom intensywny aromat oraz smak. Polepszają cechy sensoryczne potraw mięsnych i grzybowych, a także łagodzą niepożądane posmaki (smak octu, słoność, smak kwaśny). Zawartość rybonukleotydów w produktach spożywczych wynosi od 0,02 do 0,04%. Rybonukleotydy wykazują działanie wzmacniające smak około 20-krotnie silniejsze niż glutaminian sodu. Ważnym zjawiskiem jest synergizm występujący pomiędzy 5′-nukleotydami i MSG. Substancje te stosowane razem mają większą zdolność intensyfikowania smaku. Najczęściej stosowana jest mieszanina składająca się z 95 części glutaminianu sodu, 2,5 części IMP  oraz 2,5 części GMP. Zastosowanie mieszaniny wzmacniaczy smaku pozwala na znaczne zmniejszenie ich dodatku bez obniżania smakowitości potraw.

## Potencjalne skutki
Niewskazany dla osób uczulonych na aspirynę i cierpiących na astmę. Rybonukleotyd disodowy może powodować zmiany skórne, między innymi wysypkę i świąd, a także nadpobudliwość i gwałtowne wahania nastroju.

## Status prawny
Są oficjalnie dopuszczone przez Unię Europejską, jednak zakazane w niektórych krajach. Umieszczone są na liście GRAS i uznane przez amerykańską Agencję Żywności i Leków oraz Komitet Ekspertów do spraw Dodatków do Żywności (JECFA FAO/WHO) za bezpieczne. Zgodnie z postanowieniem JECFA FAO/WHO dopuszczalne dzienne spożycie dla rybonukleotydów nie jest określone.

## Otrzymywanie
- wyodrębnianie z ryb i wodorostów[potrzebny przypis],
- otrzymywanie przez hydrolizę enzymatyczną kwasu rybonukleinowego,
- bezpośrednia fermentacja cukrów do GMP i IMP lub do nukleozydów, a następnie fosforylacja do 5′-rybonukleotydów.